# أندرو كوكبورن
أندرو كوكبورن (بالإنجليزية: Andrew Cockburn)‏ هو صحفي أمريكي، ولد في 7 يناير 1947 في لندن في المملكة المتحدة.